# 滝宮天満宮
滝宮天満宮（たきのみやてんまんぐう）は、香川県綾歌郡綾川町にある神社（天満宮）。
天満宮の祭神である菅原道真は886年（仁和2年）から890年（寛平2年）の間、讃岐守として讃岐国に赴任している。当天満宮が鎮座している場所は、かつて讃岐国国司の官舎（有岡屋形）が存在した場所といわれている。
毎年8月25日に行われる滝宮の念仏踊は、重要無形民俗文化財に指定されている。また、香川県で最も有名な学問の神様として多くの参拝者を集める。

## 祭神
- 菅原道真
- 野見宿禰命
- 島田忠臣命
- 渡會春彦命

## 沿革
- 886年（仁和2年） - 菅原道真が讃岐守として讃岐国に赴任する。讃岐国国府（現・坂出市府中）に近い瀧宮の有岡屋形と、讃岐国一宮の田村神社に近い坂田郷（現・高松市上天神）の橋詰屋形の2箇所の官舎に住んでいたという。
- 888年（仁和4年） - 讃岐国が大旱魃に見舞われる。菅原道真は住民を救う為に、7日間断食をし、祈雨の願文を捧げて祈祷したという（滝宮の念仏踊の始まり）。
- 890年（寛平2年） - 菅原道真が任を解かれ、帰京する。
- 903年（延喜3年） - 菅原道真が大宰府で没する。
- 948年（天暦2年） - 菅原道真を偲び、瀧宮の有岡屋形に、現在の滝宮天満宮を創建する。
- 1648年（慶安元年） - 高松藩藩主松平頼重が滝宮の念仏踊の保護を決める。
- 1741年（元文6年） - 社殿を修復する。
- 1822年（文政5年） - 境内、建物類を全面的に増改築する。
- 1873年（明治6年） - 讃州竹槍騒動（西讃の住民暴動）が発生する。滝宮天満宮に隣接していた龍燈院が滝宮村役場に使用されていたため、この騒動で放火される。滝宮八幡宮はその類焼で全焼。
- 1888年（明治21年） - 再建される。

## 行事
- 1月1日：歳旦祭[1]
- 1月25日：お初天神[1]
- 2月第4日曜日：梅花祭[1]
- 4月24日：うそかえ神事・献麺式（うどん祭り）[1]
- 8月25日：滝宮の念仏踊 - 午前中は滝宮神社（旧牛頭天王社）、午後は滝宮天満宮で行われる[1]
- 9月25日：頭屋相撲
- 12月31日：終天神[1]

### うそかえ神事
毎年4月24日に執り行われる神事である。当日、参拝者は、社前で木彫りの「うそ鳥」の授与を受け、参拝者同士で交換し合う。当天満宮では、昭和9年（1934年）から続くとされる。

## 境内
社殿
社殿は、明治21年(1888年）県内外の奉賛者の寄付により再建された。

宝物館、御神門
宝物館と御神門は、昭和52年（1977年）、菅公1075年忌祭の記念事業として、奉賛者の寄付により創建された。

## 現地情報
所在地
- 香川県綾歌郡綾川町滝宮1314番地

交通アクセス
- 最寄駅：高松琴平電気鉄道琴平線滝宮駅より徒歩5分
- 最寄バス停：綾川町営バス「福祉センター前」バス停下車

周辺
- 滝宮神社
- 滝宮公園
- 道の駅滝宮
- 高松西警察署
- 滝宮郵便局
- 国道32号
- 香川県道282号高松琴平線
- 綾川